# Montricoux
Montricoux település Franciaországban, Tarn-et-Garonne megyében. Lakosainak száma 1175 fő (2022. január 1.). Montricoux Penne, Bioule, Bruniquel, Caussade, Cazals, Nègrepelisse, Saint-Antonin-Noble-Val és Saint-Cirq községekkel határos.

## Népesség
A település népességének változása:
| Lakosok száma | 1116 | 1183 | 1204 | 1207 | 1196 | 1186 | 1175 | 1172 | 1175 |
|               | 2013 | 2015 | 2016 | 2017 | 2018 | 2019 | 2020 | 2021 | 2022 |